# Aue (Barmen)
Aue (Ausspracheⓘ) war eine Ortslage in der bergischen Großstadt Barmen (heute zu Wuppertal). Die Ortslage ist aus einem der mittelalterlichen Ursprungshöfe Barmens hervorgegangen.

## Lage und Beschreibung
Aue war in Obere Aue und Untere Aue gegliedert. Die bis zur Mitte des 19. Jahrhunderts eigenständigen Ortslagen befanden sich im heutigen Wohnquartier Hesselnberg des Stadtbezirks Barmen auf einer Höhe von 155 bis 160 m ü. NHN südlich der Wupper. Obere und Untere Aue lagen in dem Bereich, der heute zum Großteil von dem Gelände des Unterbarmer Bahnhofs eingenommen wird. Obere Aue lag dabei auf Höhe der heutigen Oberbergischen Straße, Untere Aue südwestlich davon. An dem Siedlungsplatz des ehemaligen Obere Aue fließt der Auer Bach vorbei, der nach dem Wohnplatz benannt ist.

## Etymologie und Geschichte

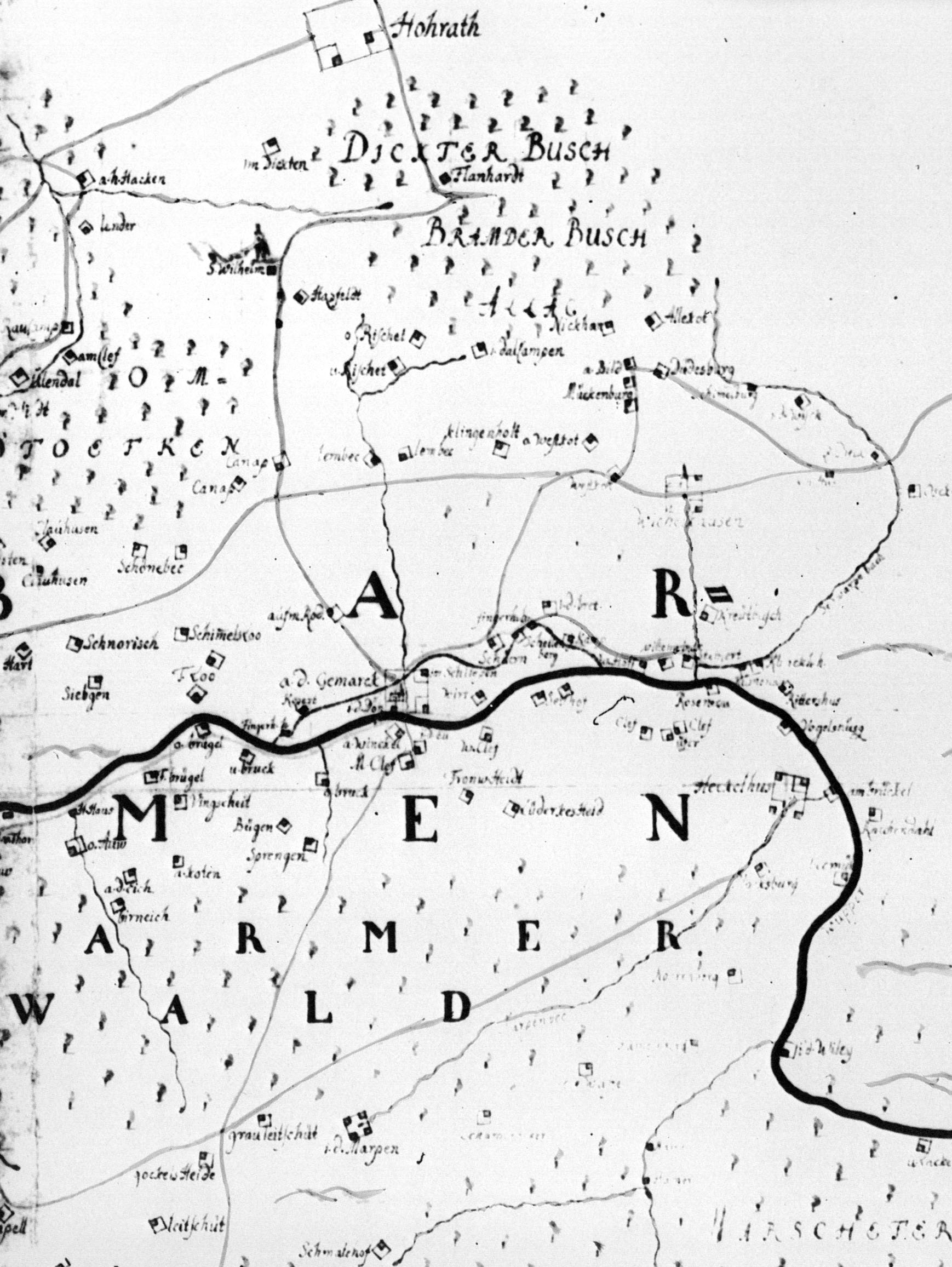
Karte der Hofschaften im Gebiet des heutigen Barmen von Erich Philipp Ploennies (1715)

Aue ist ein topographischer Name, der auf die Lage an dem Wupperufer (Flussaue) hindeutet. Dieser Ortsnamenstyp lässt auf eine Entstehung Aues vor der ersten Jahrtausendwende schließen.
Die früheste mit Datum gesicherte Erwähnung Aues als In der Awen stammt aus der Beyenburger Amtsrechnung (Abrechnung des Rentmeisters an die Bergisch-herzogliche Kameralverwaltung) des Jahres 1466. Aus dieser geht hervor, dass der Wohnplatz Aue bereits zu dieser Zeit in einen größeren und einen kleineren Vollhof unterteilt war, die einer Hilla in der Awen und einem Hanß in der Awen gehörten.
Aufgrund der ungenügenden Quellenlage ist es nicht belegt, aber möglich, dass Aue zu den bereits im Jahr 1244 genannten „Gütern in Barmen“ („Bona de Barme“) im kurkölnischen Gebiet gehörte, die von dem Grafen Ludwig von Ravensberg als Allod in den Besitz der Grafen von Berg unter Graf Heinrich IV. übergingen. Territorial lag das Gebiet um Aue als Teil von Unterbarmen ab dem späten 14. Jahrhundert im bergischen Amt Beyenburg. Kirchlich gehörte es bis zur Einrichtung einer eigenen Barmer Pfarrei dem Kirchspiel Elberfeld an. 1641 wird die Größe Aues mit 45 Morgen angegeben.
1715 wird auf der Topographia Ducatus Montani des Erich Philipp Ploennies zwischen zwei Höfen o.Auw (Obere Aue) und u.Auw (Untere Aue) unterschieden. Getrennt sind die beiden Siedlungsplätze durch den Verlauf der heutigen Oberbergischen Straße. Mit den übrigen Höfen in der Bauerschaft Barmen war Aue bis 1806 Teil des bergischen Amtes Beyenburg.